# Перингозеро
Перингозеро — озеро на территории Онежского района Архангельской области.

## Общие сведения
Площадь озера — 1,7 км². Располагается на высоте 66,0 метра над уровнем моря.
Форма озера лопастная, продолговатая: вытянуто с северо-запада на юго-восток. Берега изрезанные, каменисто-песчаные, местами заболоченные.
С южной стороны озера вытекает Суласручей, втекающий в реку Левешку, которая впадает в Кушереку, впадающую в Онежскую губу Белого моря (Поморский берег).
На северном берегу располагается нежилая деревня Перингозеро, к которой подходит лесная дорога.
Код объекта в государственном водном реестре — 03010000211102000009242.